# Liste des députés fédéraux canadiens - S
Cet article contient la liste des députés actuels et anciens à la Chambre des communes du Canada dont le nom commence par la lettre S.
En plus du prénom et du nom du député, la liste contient :
- le parti que le député représentait lors de son élection ;
- le comté et la province où il fut élu.

## Sa
- Jacques Saada, libéral, Brossard—La Prairie, Québec
- Bernard Saint-Laurent, Bloc québécois, Manicouagan, Québec
- Thomas Sales, progressiste, Saltcoats, Saskatchewan
- Max Saltsman, Nouveau Parti démocratique, Waterloo-Sud, Ontario
- Joseph Reed Sams, progressiste-conservateur, Wentworth, Ontario
- Cyril Samson, Nouveau Parti démocratique, Timmins—Chapleau, Ontario
- John Robbins Sanborn, libéral, Shefford, Québec
- Frederick George Sanderson, libéral, Perth-Sud, Ontario
- Terry Sargeant, Nouveau Parti démocratique, Selkirk—Interlake, Manitoba
- Benoît Sauvageau, Bloc québécois, Terrebonne, Québec
- Arthur Sauvé, conservateur, Laval—Deux-Montagnes, Québec
- Jeanne Sauvé, libéral, Ahuntsic, Québec
- Maurice Sauvé, libéral, Îles-de-la-Madeleine, Québec
- Michael John Savage, libéral, Dartmouth—Cole Harbour, Nouvelle-Écosse
- Edmond Savard, libéral, Chicoutimi—Saguenay, Québec
- Paul Vilmond Savard, libéral, Chicoutimi—Saguenay, Québec
- Pierre Raymond Savard, libéral, Verdun, Québec
- Alfred William Savary, anti-confédéré, Digby, Nouvelle-Écosse
- Georges-Raoul-Léotale-Guichart-Humbert Saveuse de Beaujeu, conservateur, Soulanges, Québec
- Denise Savoie, Nouveau Parti démocratique, Victoria, Colombie-Britannique
- François Théodore Savoie, libéral, Mégantic, Québec
- Andy Savoy, libéral, Tobique—Mactaquac, Nouveau-Brunswick

## Sc
- Francis Scarpaleggia, libéral, Lac-Saint-Louis, Québec
- William Bain Scarth, conservateur, Winnipeg, Manitoba
- Robert Colin Scatcherd, libéral, Middlesex-Nord, Ontario
- Thomas Scatcherd, libéral, Middlesex-Nord, Ontario
- Frederick Laurence Shaffner, conservateur, Souris, Manitoba
- Andrew Scheer, conservateur, Regina—Qu'Appelle, Saskatchewan
- Jacob Thomas Schell, libéral, Glengarry, Ontario
- Malcolm Smith Schell, libéral, Oxford-Sud, Ontario
- Ted William Schellenberg, progressiste-conservateur, Nanaimo—Alberni, Colombie-Britannique
- Gary Schellenberger, progressiste-conservateur, Perth—Middlesex, Ontario
- Stanley Kenneth Schellenberger, progressiste-conservateur, Wetaskiwin, Alberta
- Hélène C. Scherrer, libéral, Louis-Hébert, Québec
- Werner Schmidt, réformiste, Okanagan-Centre, Colombie-Britannique
- Larry Schneider, progressiste-conservateur, Regina—Wascana, Saskatchewan
- Norman C. Schneider, libéral, Waterloo-Nord, Ontario
- Edward Richard Schreyer, Nouveau Parti démocratique, Springfield, Manitoba
- James Duncan Schroder, libéral, Guelph, Ontario
- John Christian Schultz, conservateur, Lisgar, Manitoba
- Jacob Schulz, CCF, Springfield, Manitoba
- Stanley Stanford Schumacher, progressiste-conservateur, Palliser, Alberta
- Andy Scott, libéral, Fredericton—York—Sunbury, Nouveau-Brunswick
- Frank Stewart Scott, conservateur, Waterloo-Sud, Ontario
- Geoffrey Douglas Scott, progressiste-conservateur, Hamilton—Wentworth, Ontario
- Michael G. Scott, réformiste, Skeena, Colombie-Britannique
- Reid Scott, Nouveau Parti démocratique, Danforth, Ontario
- Thomas Scott, conservateur, Selkirk, Manitoba
- Thomas Walter Scott, libéral, Assiniboia-Ouest, Territoires du Nord-Ouest
- William C. Scott, progressiste-conservateur, Victoria, Ontario
- Jack Scowen, progressiste-conservateur, Mackenzie, Saskatchewan
- Julius Scriver, libéral, Huntingdon, Québec

## Sea - Sha
- Joseph Emm Seagram, conservateur, Waterloo-Nord, Ontario
- William Oscar Sealey, libéral, Wentworth, Ontario
- Paul-Arthur Séguin, libéral, L'Assomption, Québec
- Lou Sekora, libéral, Port Moody—Coquitlam, Colombie-Britannique
- Andrew Semple, libéral, Wellington-Centre, Ontario
- Louis-Adélard Senécal, conservateur, Drummond—Arthabaska, Québec
- Mark Cecil Senn, conservateur, Haldimand, Ontario
- Benoît Serré, libéral, Timiskaming—French River, Ontario
- Gaetan-Joseph Serré, libéral, Nickel Belt, Ontario
- Albert Sévigny, conservateur, Dorchester, Québec
- Joseph Pierre Albert Sévigny, progressiste-conservateur, Longueuil, Québec
- Edward James Sexsmith, progressiste, Lennox et Addington, Ontario
- John Albert Sexsmith, conservateur, Peterborough-Est, Ontario
- Judy Sgro, libéral, York-Ouest, Ontario
- Noah Shakespeare, conservateur, Victoria, Colombie-Britannique
- Walter Shanly, conservateur, Grenville-Sud, Ontario
- Mitchell William Sharp, libéral, Eglinton, Ontario
- Samuel Simpson Sharpe, conservateur, Ontario-Nord, Ontario
- William Henry Sharpe, conservateur, Lisgar, Manitoba
- Frank Thomas Shaver, conservateur, Stormont, Ontario
- Alexander Shaw, libéral-conservateur, Bruce-Sud, Ontario
- Frederick Davis Shaw, Crédit social, Red Deer, Alberta
- Hugh Murray Shaw, unioniste, Macleod, Alberta
- Joseph Tweed Shaw, travailliste, Calgary-Ouest, Alberta

## She - Sil
- Charles Sheard, unioniste, Toronto-Sud, Ontario
- Alexander James Shepherd, libéral, Durham, Ontario
- Francis Henry Shepherd, conservateur, Nanaimo, Colombie-Britannique
- Georgette Sheridan, libéral, Saskatoon—Humboldt, Saskatchewan
- Louis Ralph Sherman, progressiste-conservateur, Winnipeg-Sud, Manitoba
- John Sherritt, conservateur, Middlesex-Nord, Ontario
- Schuyler Shibley, libéral-conservateur, Addington, Ontario
- Jack Wendele Shields, progressiste-conservateur, Athabaska, Alberta
- Bev Shipley, conservateur, Lambton—Kent—Middlesex, Ontario
- Marie Ann Shipley, libéral, Timiskaming, Ontario
- Harry Bernard Short, conservateur, Digby—Annapolis, Nouvelle-Écosse
- John Short, conservateur, Gaspé, Québec
- Yuri Roman Shymoko, progressiste-conservateur, Parkdale, Ontario
- Thomas Edward Siddon, progressiste-conservateur, Burnaby—Richmond—Delta, Colombie-Britannique
- Arthur Lewis Sifton, unioniste, Medicine Hat, Alberta
- Clifford Sifton, libéral, Brandon, Manitoba
- Bill Siksay, Nouveau Parti démocratique, Burnaby—Douglas, Colombie-Britannique
- Mario Silva, libéral, Davenport, Ontario
- Jim Silye, réformiste, Calgary-Centre, Alberta

## Sim - Sin
- Christian Simard, Bloc québécois, Beauport, Québec
- Georges-Honoré Simard, conservateur, Québec-Centre, Québec
- Henry Simard, libéral, Charlevoix, Québec
- Joseph Alcide Simard, Ralliement créditiste, Lac-Saint-Jean, Québec
- Raymond Simard, libéral, Saint-Boniface, Manitoba
- James Aubrey Simmons, libéral, Yukon—Mackenzie River, Territoires du Nord-Ouest
- Oliver Simmons, conservateur, Lambton-Est, Ontario
- Roger Simmons, libéral, Burin—St. George's, Terre-Neuve-et-Labrador
- Scott Simms, libéral, Bonavista—Exploits, Terre-Neuve-et-Labrador
- John Thomas Simpson, conservateur, Simcoe-Nord, Ontario
- Robert Simpson, progressiste-conservateur, Churchill, Manitoba
- Thomas Edward Simpson, unioniste, Algoma-Ouest, Ontario
- Wemyss Mackenzie Simpson, conservateur, Algoma, Ontario
- Duncan Sinclair, conservateur, Wellington-Nord, Ontario
- Duncan James Sinclair, libéral, Oxford-Nord, Ontario
- James Sinclair, libéral, Vancouver-Nord, Colombie-Britannique
- John Ewen Sinclair, libéral, Queen's, Île-du-Prince-Édouard
- John Howard Sinclair, libéral, Guysborough, Nouvelle-Écosse
- Peter Sinclair (père), libéral, Queen (Comté de), Île-du-Prince-Édouard
- Peter Sinclair (fils), libéral, Queen's, Île-du-Prince-Édouard
- William Edmund Newton Sinclair, libéral, Ontario, Ontario
- John Sylvester Aloysius Sinnott, libéral, Springfield, Manitoba

## Sis - Sme
- John Howard Sissons, libéral, Peace River, Alberta
- Raymond John Skelly, Nouveau Parti démocratique, Comox—Powell River, Colombie-Britannique
- Robert Evans Skelly, Nouveau Parti démocratique, Comox—Alberni, Colombie-Britannique
- Carol Skelton, Alliance canadienne, Saskatoon—Rosetown—Biggar, Saskatchewan
- Lawrence Wilton Skey, progressiste-conservateur, Trinity, Ontario
- Charles Nelson Skinner, libéral, Cité et Comté de Saint-Jean, Nouveau-Brunswick
- James Atchison Skinner, libéral, Oxford-Sud, Ontario
- John Leroy Skoberg, Nouveau Parti démocratique, Moose Jaw, Saskatchewan
- Roseanne Marie Skoke, libéral, Nova-Centre, Nouvelle-Écosse
- William Skoreyko, progressiste-conservateur, Edmonton-Est, Alberta
- Arthur Graeme Slagt, libéral, Parry Sound, Ontario
- William Sloan, libéral, Comox—Atlin, Colombie-Britannique
- Joseph Slogan, progressiste-conservateur, Springfield, Manitoba
- John Small (en), conservateur, Toronto-Est, Ontario
- Robert Hardy Small, progressiste-conservateur, Danforth, Ontario
- Clifford Silas Smallwood, progressiste-conservateur, Battle River—Camrose, Alberta
- Mark G. Smerchanski, libéral, Provencher, Manitoba

## Smith
- Albert James Smith, libéral, Westmorland, Nouveau-Brunswick
- Alexander Wilson Smith, libéral, Middlesex-Nord, Ontario
- Arnold Neilson Smith, libéral, Stormont, Ontario
- Arthur Smith (en), progressiste-conservateur, Calgary-Sud, Alberta
- Arthur Leroy Smith, progressiste-conservateur, Calgary-Ouest, Alberta
- Benjamin Franklin Smith, conservateur, Victoria—Carleton, Nouveau-Brunswick
- Cecil Morris Smith, progressiste-conservateur, Churchill, Manitoba
- David Smith, libéral, Pontiac, Québec
- David Paul Smith, libéral, Don Valley-Est, Ontario
- Donald Smith, libéral, Queens—Shelburne, Nouvelle-Écosse
- Donald Alexander Smith, conservateur indépendant, Selkirk, Manitoba
- Ernest D'Israeli Smith, conservateur, Wentworth-Sud, Ontario
- G.A. Percy Smith, libéral, Northumberland—Miramichi, Nouveau-Brunswick
- George Smith, libéral, Oxford-Nord, Ontario
- Heber Edgar Smith, progressiste-conservateur, Simcoe-Nord, Ontario
- James Alexander Smith, Crédit social, Battle River—Camrose, Alberta
- John Smith, progressiste-conservateur, Lincoln, Ontario
- John Eachern Smith, libéral, York-Nord, Ontario
- John James Smith, libéral, Moose Mountain, Saskatchewan
- Joy Ann Smith, conservateur, Kildonan—St. Paul, Manitoba
- Ralph Smith, libéral, Vancouver, Colombie-Britannique
- Robert Smith, libéral, Peel, Ontario
- Robert Smith, libéral, Stormont, Ontario
- Robert Knowlton Smith, conservateur, Cumebrland, Nouvelle-Écosse
- Sidney Earle Smith, progressiste-conservateur, Hastings—Frontenac, Ontario
- Walter Bernard Smith, libéral, Saint-Jean, Québec
- William Smith, conservateur, Ontario-Sud, Ontario
- William Murray Smith, progressiste-conservateur, Winnipeg-Nord, Manitoba

## Smo - Spa
- Franklin Smoke, conservateur, Brant, Ontario
- Henry Smyth, conservateur, Kent, Ontario
- William Ross Smyth, conservateur, Algoma-Est, Ontario
- John Goodall Snetsinger, libéral, Cornwall et Stormont, Ontario
- George Snider, libéral, Grey-Nord, Ontario
- Jabez Bunting Snowball, libéral, Northumberland, Nouveau-Brunswick
- William Bunting Snowball, libéral, Northumberland, Nouveau-Brunswick
- Patrick Anthony Sobeski, progressiste-conservateur, Cambridge, Ontario
- René John Soetens, progressiste-conservateur, Ontario, Ontario
- Monte Solberg, réformiste, Medicine Hat, Alberta
- John Lewis Solomon, Nouveau Parti démocratique, Regina—Lumsden, Saskatchewan
- James Somerville, libéral, Brant-Nord, Ontario
- James Somerville, libéral, Bruce-Ouest, Ontario
- Bert H. Soper, libéral, Lanark, Ontario
- Kevin Sorenson, Alliance canadienne, Crowfoot, Alberta
- Richard Russell Southam, progressiste-conservateur, Moose Mountain, Saskatchewan
- William Spankie, conservateur, Frontenac—Addington, Ontario
- Bobbie Sparrow, progressiste-conservateur, Calgary-Sud, Alberta

## Sp
```
* 
Ray Speaker
, réformiste, 
Lethbridge
, Alberta
```

- Alfred Speakman, United Farmers of Alberta, Red Deer, Alberta
- James Stanley Speakman, progressiste-conservateur, Wetaskiwin, Alberta
- Bob Speller, libéral, Haldimand—Norfolk, Ontario
- David Spence, conservateur, Parkdale, Ontario
- George Spence, libéral, Maple Creek, Saskatchewan
- Paul-Henri Spence, progressiste-conservateur, Roberval, Québec
- Henry Elvins Spencer, progressiste, Battle River, Alberta
- Larry Spencer, Alliance canadienne, Regina—Lumsden—Lake Centre, Saskatchewan
- Norman Leonard Spencer, progressiste-conservateur, Essex-Ouest, Ontario
- John Drew Sperry, libéral, Lunenburg, Nouvelle-Écosse
- Chris Speyer, progressiste-conservateur, Cambridge, Ontario
- Edgar Keith Spinney, unioniste, Yarmouth et Clare, Nouvelle-Écosse
- Philip Howard Spohn, libéral, Simcoe-Est, Ontario
- George Spotton, conservateur, Huron-Nord, Ontario
- Lewis Springer, libéral, Wentworth-Sud, Ontario
- Alexander Sproat, conservateur, Bruce-Nord, Ontario
- John Thomas Sproule, conservateur, Lambton-Est, Ontario
- Thomas Simpson Sproule, conservateur, Grey-Est, Ontario

## St - Stan
- Thierry St-Cyr, Bloc québécois, Jeanne-Le Ber, Québec
- Caroline St-Hilaire, Bloc québécois, Longueuil, Québec
- Diane St-Jacques, progressiste-conservateur, Shefford, Québec
- Pierre St-Jean, libéral, Ottawa (Cité d'), Ontario
- Guy St-Julien, progressiste-conservateur, libéral, Abitibi, Québec
- Jean-Paul Stephen St-Laurent, libéral, Témiscouata, Québec
- Louis St-Laurent, libéral, Québec-Est, Québec
- Édouard-Charles St-Père, libéral, Hochelaga, Québec
- Lloyd St. Amand, libéral, Brant, Ontario
- Brent St. Denis, libéral, Algoma, Ontario
- Gerry St. Germain, progressiste-conservateur, Mission—Port Moody, Colombie-Britannique
- Paul St. Pierre, libéral, Coast Chilcotin, Colombie-Britannique
- Frank Bainard Stacey, unioniste, New Westminster, Colombie-Britannique
- Reginald Francis Stackhouse, progressiste-conservateur, Scarborough-Est, Ontario
- Harold Edwin Stafford, libéral, Elgin, Ontario
- John Fitz William Stairs, conservateur, Halifax, Nouvelle-Écosse
- Robert Douglas George Stanbury, libéral, York—Scarborough, Ontario
- Frank Thomas Stanfield, progressiste-conservateur, Colchester—Hants, Nouvelle-Écosse
- John Stanfield, conservateur, Colchester, Nouvelle-Écosse
- Robert Stanfield, progressiste-conservateur, Colchester—Hants, Nouvelle-Écosse
- George Douglass Stanley, conservateur, Calgary-Est, Alberta
- John Lawrence Stansell, conservateur, Elgin-Est, Ontario
- Hayden Stanton, progressiste-conservateur, Leeds, Ontario
- Ronald Bruce Stanton, conservateur, Simcoe-Nord, Ontario

## Stap - Stev
- Joseph Staples, conservateur, Victoria-Nord, Ontario
- William D. Staples, conservateur, Macdonald, Manitoba
- Michael Starr, progressiste-conservateur, Ontario, Ontario
- Louis Ste-Marie, libéral, Napierville, Québec
- George McClellan Stearns, progressiste-conservateur, Compton—Frontenac, Québec
- Paul Daniel Steckle, libéral, Huron—Bruce, Ontario
- James Steedsman, progressiste, Souris, Manitoba
- Michael Steele (en), conservateur, Perth-Sud, Ontario
- Eric Stefanson, progressiste-conservateur, Selkirk, Manitoba
- Peter Stefura, Crédit social, Vegreville, Alberta
- Charles Adolphe Stein, libéral, Kamouraska, Québec
- Fred Frise Stenson, progressiste-conservateur, Peterborough, Ontario
- Michael Thomas Stenson, libéral, Richmond—Wolfe, Québec
- George Stephens, libéral, Kent, Ontario
- Charles Elwood Stephenson, progressiste-conservateur, Durham, Ontario
- Rufus Stephenson, conservateur, Kent, Ontario
- Henry Herbert Stevens, conservateur, Vancouver (Cité de), Colombie-Britannique
- Sinclair McKnight Stevens, progressiste-conservateur, York—Simcoe, Ontario
- James Stevenson, conservateur, Peterborough-Ouest, Ontario
- Kenneth Ross Stevenson, progressiste-conservateur, Durham, Ontario

## Stewart
- Alan Carl Stewart, libéral, Yorkton, Saskatchewan
- Alistair McLeod Stewart, CCF, Winnipeg-Nord, Manitoba
- Charles A. Stewart, libéral, Argenteuil, Québec
- Charles Wallace Stewart, progressiste, Humboldt, Saskatchewan
- Christine Susan Stewart, libéral, Northumberland, Ontario
- Donald Craig Stewart, progressiste-conservateur, Marquette, Manitoba
- Dugald Stewart, conservateur, Lunenburg, Nouvelle-Écosse
- Duncan Alexander Stewart, libéral, Lisgar, Manitoba
- Hugh Alexander Stewart, conservateur, Leeds, Ontario
- Jane Stewart, libéral, Brant, Ontario
- John Alexander Stewart, unioniste, Lanark, Ontario
- John Benjamin Stewart, libéral, antigonish—Guysborough, Nouvelle-Écosse
- John Smith Stewart, conservateur, Lethbridge, Nouvelle-Écosse
- Ralph Wesley Stewart, libéral, Cochrane, Ontario
- Robert Stewart, libéral, Ottawa (Cité d'), Ontario
- Robert Dugald Caldwell Stewart, progressiste-conservateur, Charlotte, Nouveau-Brunswick
- Ronald Alexander Stewart, progressiste-conservateur, Simcoe-Sud, Ontario
- Thomas Joseph Stewart, conservateur, Hamilton-Ouest, Ontario
- William Douglas Stewart, libéral, Okanagan—Kootenay, Colombie-Britannique

## Sti - Str
- Leonard T. Stick, libéral, Trinity—Conception, Terre-Neuve-et-Labrador
- Darrel Stinson, réformiste, Okanagan—Shuswap, Colombie-Britannique
- Frederick Coles Stinson, progressiste-conservateur, York-Centre, Ontario
- Thomas Hubert Stinson, conservateur, Victoria, Ontario
- Grote Stirling, conservateur, Yale, Colombie-Britannique
- David Stirton, libéral, Wellington-Sud, Ontario
- Bernard Munroe Stitt, conservateur, Nelson, Manitoba
- James Herbert Stitt, conservateur, Selkirk, Manitoba
- Alfred Augustus Stockton, conservateur, Cité et Comté de Saint-Jean, Nouveau-Brunswick
- Peter Arend Stoffer, Nouveau Parti démocratique, Sackville—Eastern Shore, Nouvelle-Écosse
- George Henry Stokes, Gouvernement national, Hastings-Sud, Ontario
- Peter Alan Stollery, libéral, Spadina, Ontario
- Alfred Stork, libéral, Skeena, Colombie-Britannique
- Brian Storseth, conservateur, Westlock—St. Paul, Alberta
- Chuck Strahl, réformiste, Fraser Valley East, Colombie-Britannique
- Frederick William Strange, libéral-conservateur, York-Nord, Ontario
- Diane Rose Stratas, progressiste-conservateur, Scarborough-Centre, Ontario
- James Robert Stratton, libéral, Peterborough-Ouest, Ontario
- Thomas Clark Street, conservateur, Welland, Ontario
- John Everett Lyle Streight, libéral, York-Ouest, Ontario
- Belinda Stronach, conservateur, Newmarket—Aurora, Ontario
- Gladys Grace Mae Strum, CCF, Qu'Appelle, Saskatchewan

## Stu - Sz
- Andrew Wesley Stuart, libéral, Charlotte, Nouveau-Brunswick
- John Stuart, libéral, Norfolk-Sud, Ontario
- William Stubbs, conservateur indépendant, Cardwell, Ontario
- Irvin William Studer, libéral, Maple Creek, Saskatchewan
- David Stupich, Nouveau Parti démocratique, Nanaimo—Cowichan, Colombie-Britannique
- Allen B. Sulatycky, libéral, Rocky Mountain, Alberta
- Gordon Joseph Sullivan, libéral, Hamilton Mountain, Ontario
- John Alexander Sullivan, conservateur, Sainte-Anne, Québec
- Thomas Suluk, progressiste-conservateur, Nunatsiaq, Territoires du Nord-Ouest
- Donald Sutherland, conservateur, Oxford-Sud, Ontario
- Donald Matheson Sutherland, conservateur, Oxford-Nord, Ontario
- Hugh McKay Sutherland, libéral, Selkirk, Manitoba
- James Sutherland, libéral, Oxford-Nord, Ontario
- Robert Franklin Sutherland, libéral, Essex-Nord, Ontario
- James Beck Swanston, conservateur, Maple Creek, Saskatchewan
- David Sweet, conservateur, Ancaster—Dundas—Flamborough—Westdale, Ontario
- George Sylvain, conservateur, Rimouski, Québec
- Armand Sylvestre, libéral, Lac-Saint-Jean, Québec
- Reginald Cyril Symes, Nouveau Parti démocratique, Sault Ste. Marie, Ontario
- Paul Szabo, libéral, Mississauga-Sud, Ontario